# Iglesia de Nuestra Señora (Le Raincy)

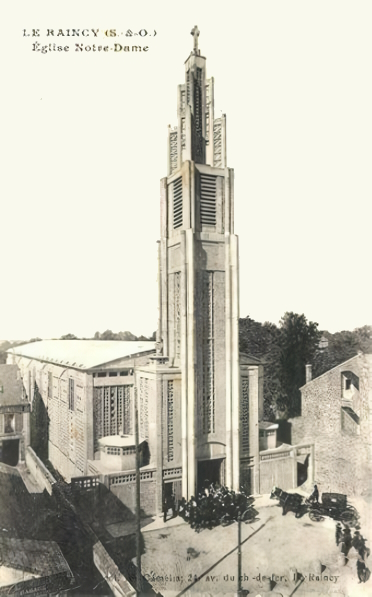
Vista general de Nuestra Señora de Le Raincy: fachada principal, torre y nave.

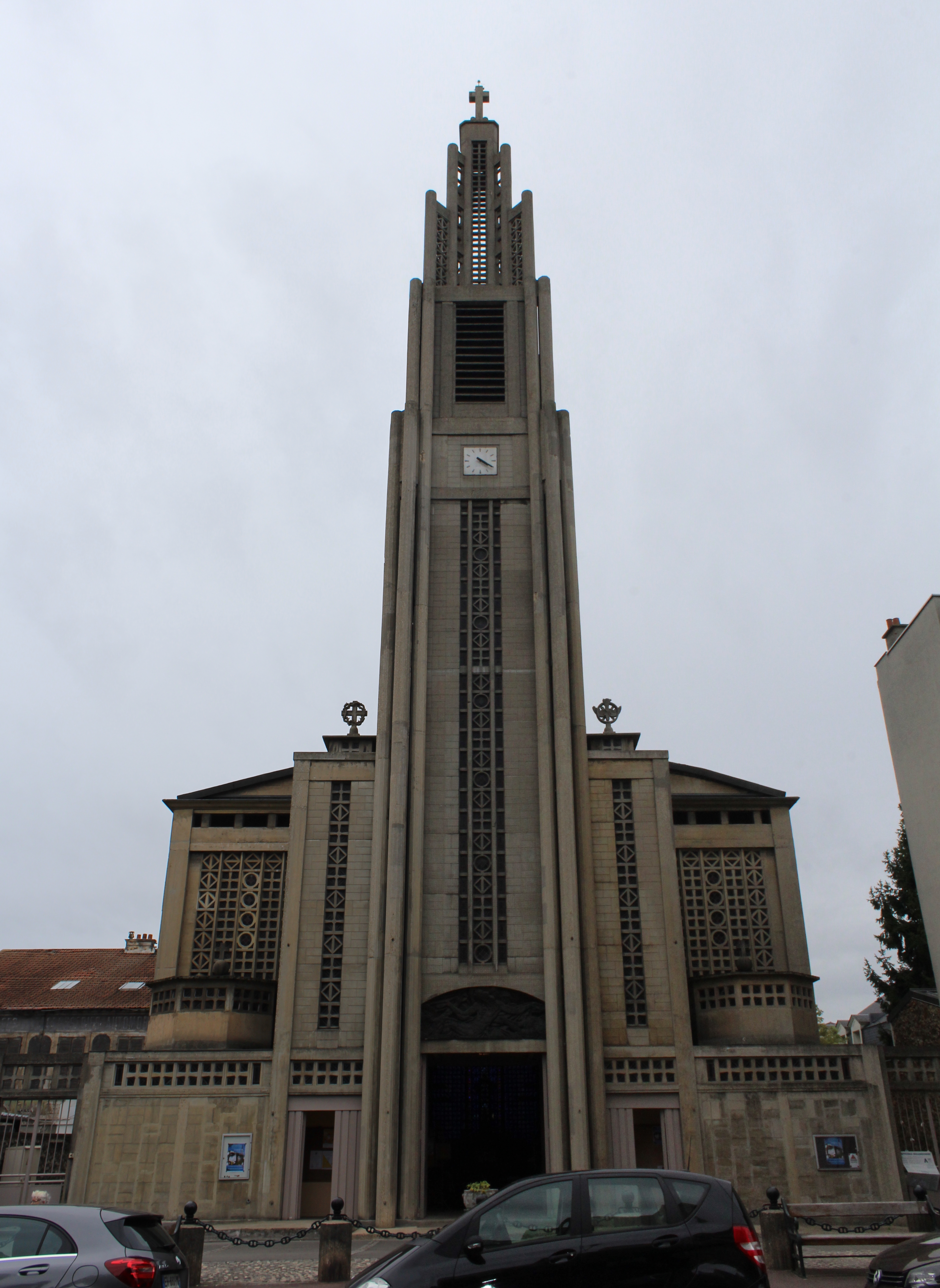
Fachada principal de Nuestra Señora de Le Raincy

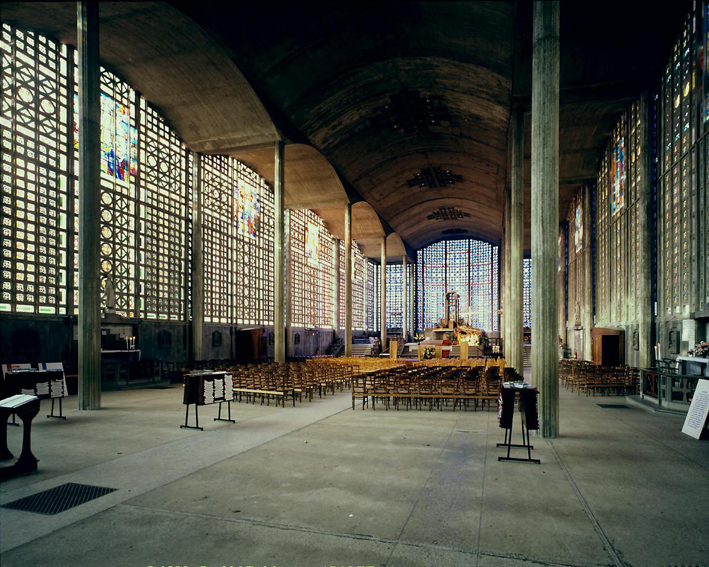
Interior de Nuestra Señora de Le Raincy

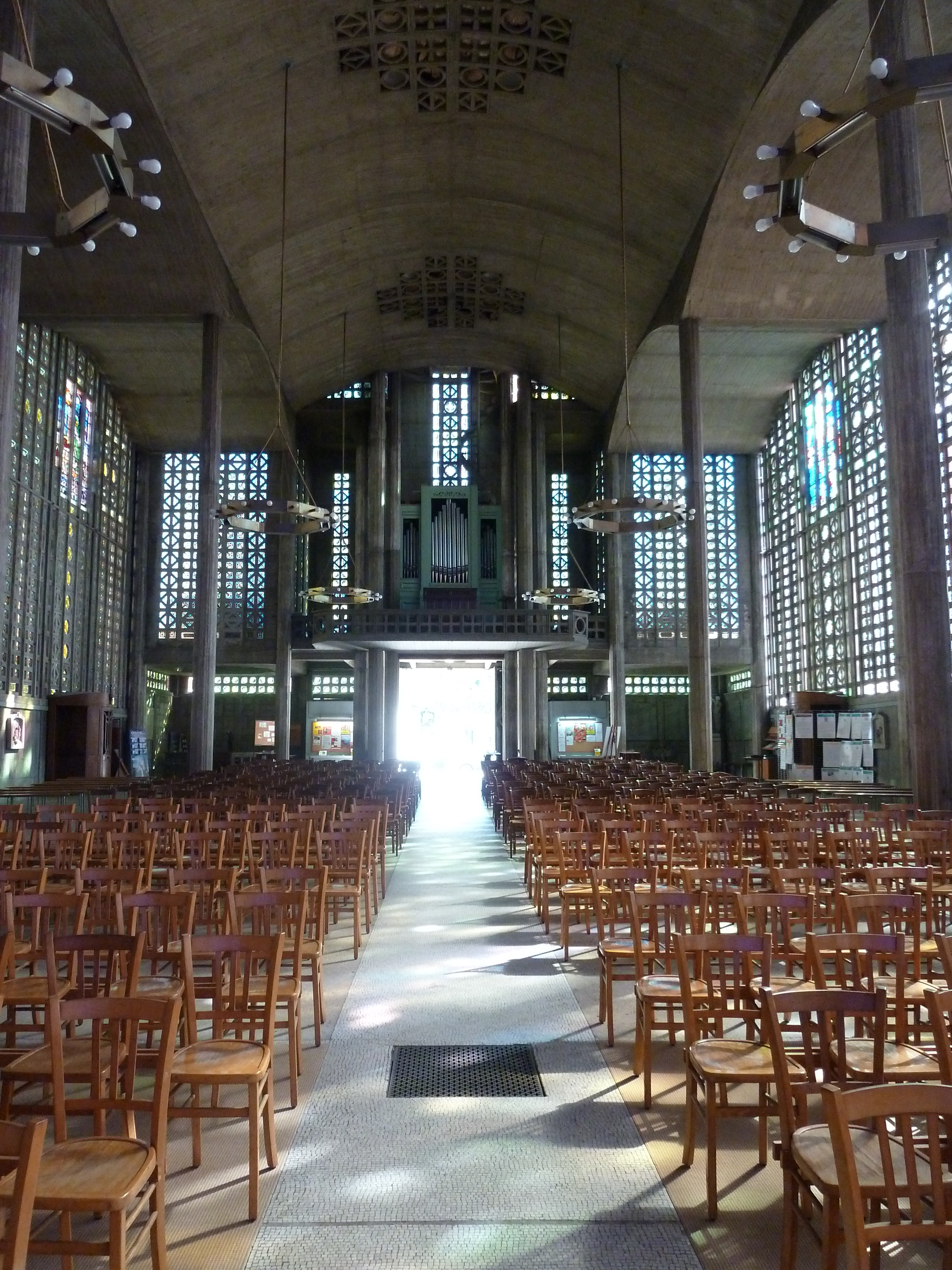
Vista interior hacia los pies de la nave.

La iglesia de Nuestra Señora (en francés: Église Notre-Dame, oficialmente Notre-Dame-de-la-Consolation, Nuestra Señora de la Consolación) es un templo católico situado en Le Raincy, población cercana a París. Fue diseñado por los hermanos arquitectos Auguste y Gustave Perret y construido entre 1922 y 1923. Tiene planta basilical, con pórtico-campanario en la fachada central y muros muy delgados cubiertos con vidrieras. Esta estructura más bien tradicional de inspiración gótica es, sin embargo, una obra importante de la arquitectura moderna. Debe su celebridad a su diseño racionalista y a haber sido la primera iglesia en Francia construida con elementos prefabricados de cemento armado. Desde 1966 tiene la consideración de monumento histórico de Francia.

## Contexto de la construcción
A principios del siglo XX, Le Raincy era un municipio de 10.000 habitantes cuya población comenzó a crecer rápidamente hasta duplicarse en cuarenta años y convertirse en un suburbio obrero de París. Su iglesia se había quedado pequeña y, en 1918, el párroco de Le Raincy, Félix Nègre, propuso construir un templo conmemorativo de la victoria francesa en la batalla del Ourcq (que tuvo lugar entre el 1 y el 5 de septiembre de 1914 y que señaló el comienzo de la batalla del Marne) de 1914. De Le Raincy, además, había partido una de las columnas de los «taxis del Marne», taxis que desplazaron soldados de infantería hasta el frente y que posibilitaron la victoria. Propuso que la nueva iglesia estuviera bajo al advocción de Nuestra  Señora de la Consolación. Ley francesa de separación de la Iglesia y el Estado de 1905 había derogado el Concordato de 1801, por lo cual la responsable de la edificación de nuevos templos era la diócesis. La Sociedad de San Juan convocó en 1916 un concurso al que se presentaron numerosos arquitectos.
En 1922, a pesar de algunas donaciones generosas, la suma total llegó a trescientos treinta mil francos, una cantidad muy insuficiente para afrontar la construcción de un templo nuevo. Victor Nègre, sacerdote en Meudon-Bellevue y hermano menor de Félix Nègre, tenía entre sus feligreses al banquero Gabriel Thomas, quien había financiado el Teatro de los Campos Elíseos. Thomas puso en contacto a Nègre con los arquitectos Antoine Bourdelle, Maurice Denis y los hermanos Perret. Auguste Perret, ateo e hijo de un communard (defensor de la Comuna de París de 1871) tenía, sin embargo, el sueño de construir una iglesia. De acuerdo con sus hermanos Gustave (arquitecto) y Claude (empresario), aceptó el desafío de hacer una construcción rápida y barata, ajustada al coste de 300.000 francos, algo que fue decisivo para que les confiaran el encargo (el presupuesto más barato que habían recibido los promotores hasta entonces ascendía a 1.800.000 francos). La elección del material constructivo, el cemento, fue recibido con suspicacia por los feligreses, quienes se temían que su iglesia pareciera un hangar.
La primera piedra se colocó el 30 de abril de 1922, pero fue un acto simbólico y los trabajos efectivos no comenzaron hasta el mes de junio. La construcción se levantó con mucha rapidez y la iglesia fue consagrada catorce meses después, el 17 de junio de 1923, por el obispo de Versalles Charles Gibier.

## Una iglesia de cemento

### El clasicismo asociado a la modernidad
La iglesia de Nuestra Señora de la Consolación de Le Raincy marcó un hito en la historia de la arquitectura al estar construida por completo en cemento armado, incluidas las bóvedas. Este material no se disimula con ningún recubrimiento decorativo.
El solar, comprado con las aportaciones de los feligreses, era muy estrecho e impedía el diseño de una planta tradicional cruciforme. Estaba en una zona densamente urbanizada y en pendiente. Perret planteó una planta basilical de sin transepto, de 56 metros de largo y 20 de ancho, e incorporó el declive natural del terreno a la construcción para ahorrar así desmontes y muros de contención. El edificio destaca por sus delgados soportes (cuatro filas de siete columnas estriadas y todas exentas, incluidas las de las filas extremas, de 11 m de alto y 43 cm de diámetro, tan esbeltas que se las ha descrito como una arquitectura de cerillas; carecen de basas y capiteles y las acanaladuras del fuste, único motivo decorativo, tienen además la función de disimular las junturas de los moldes del encofrado) y la luminosidad de las grandes ventanas (cuyo diseño recuerda a celosías cubiertas con vitrales que aportan sutiles variaciones cromáticas). 
Sobre la importancia que Auguste Perret concedía a los soportes, es ilustrativa esta cita extraída de una conferencia dictada el 31 de mayo de 1933 en el Instituto de Arte y Arqueología de la Universidad de París: La arquitectura es el arte de hacer cantar a los puntos de apoyo.
La iglesia tiene tres naves, todas de la misma altura. Las bóvedas son igualmente de cemento, muy finas, de 3 cm de grosor (por su delicadeza, Perret las comparó con la cáscara de un huevo), reforzadas con nervios para prescindir de contrafuertes (el empuje de las bóvedas de la nave principal está contrarrestrado por las bóvedas transversales de las laterales; el molde de sus encofrados ya había sido utilizado por Perret en otras obras). De las bóvedas de la nave principal cuelgan pares de lámparas poligonales que dan luz artificial al edificio. El presbiterio está elevado y tiene sobre el altar un ciborio moderno. El presbiterio está flanqueado por sendas escaleras que conducen a las capillas absidiales: la central está dedicada a la Virgen y tiene pared curva; las laterales, rectas, están dedicadas a san José y a san Francisco de Asís. Bajo el presbiterio Perret dispuso varias estancia auxiliares para la sacristía, oficinas, tienda, aseos, habitación de catequesis o la instalación de la calefacción.
El campanario, de cuarenta y tres metros de altura, está inspirado en las torres medievales. Se levanta en el centro de la fachada principal, sobre un porche adosado a la nave principal. Le Corbusier calificó esta fachada occidental de «máscara austera» porque disimula la estructura arquitectónica del templo diseñado por Perret. Para articular el poderoso volumen de la torre con la arquitectura basilical, los arquitectos diseñaron dos volúmenes laterales en los que proyectan las naves laterales, coronados por unos templetes a modo de belvederes, que corresponden en el interior a sendas capillas: una bautismal y otra funeraria, esta en recuerdo de los soldados caídos en la batalle del Marne. En su pavimento están grabadas la cruz de guerra con sus dos espadas cruzadas y la inscripción latina Sanguine eorum sunt osculatae pax et justicia (Por su sangre fueron besadas la paz y la justicia).

## Éxito crítico
El edificio tuvo un reconocimiento internacional inmediato. Fue elogiada por arquitectos de la talla de Le Corbusier, recibió comentarios laudatorios en revistas especializadas francesas y su fama llegó a medios de Italia, el Reino Unido, Suiza, Checoslovaquia o los Estados Unidos. Según el arquitecto e historiador Peter Collins, Nuestra Señora de Le Raincy es, sin duda, el edificio más revolucionario construido en el primer tercio del siglo XX.